# Alsódombó
Alsódombó (szlovákul Dolné Dubové, németül Unter-Dubowan) község Szlovákiában, a Nagyszombati kerületben, a Nagyszombati járásban.

## Fekvése
Nagyszombattól 14 km-re északra fekszik.

## Története
Vályi András szerint „Alsó Dombó. Dolne Dubove. Tót falu Poson Vármegyében, földes a’ Nagy Szombati Plebánia, lakosai katolikusok, fekszik Nakátsnak szomszédságában, ’s ennek filiája, Nagy Szombathoz más fél mértföldnyire, határja közép termékenységű, réttye, legelője elég, földgye partos, mezeje szűk, második Osztálybéli”.
Fényes Elek szerint „Alsó-Dombó, (Unter Dubován), Pozson most F. Nyitra v. tót falu, N. Szombathoz éjszakra 1 1/2 órányira: 538 kath., 4 zsidó lak. Kath. paroch. templom. Földjei dombosok, s részint a vizmosásnak ki vannak téve; rétje, legelője szűk; erdeje, szőlőhegye van. F. u. a Szombati káptalan”.
A trianoni békeszerződésig Pozsony vármegye Nagyszombati járásához tartozott.

## Népessége
| Év:            | 1994. | 2004.  | 2014.    | 2024.    |
| -------------- | ----- | ------ | -------- | -------- |
| Emberek száma: | 640   | 592    | 670      | 765      |
| Eltérés:       |       | -7,5 % | +13,17 % | +14,17 % |

| Év:            | 2023. | 2024.   |
| -------------- | ----- | ------- |
| Emberek száma: | 775   | 765     |
| Eltérés:       |       | -1,29 % |

1910-ben 600, túlnyomórészt szlovák anyanyelvű lakosa volt.
2001-ben 607 lakosából 601 szlovák volt.
2011-ben 645 lakosából 635 szlovák volt.
2021-ben 736 lakosából 723 (+2) szlovák, 1 (+1) cigány, (+1) ruszin, 11 egyéb és 1 ismeretlen nemzetiségű volt.